# Ferenc Mádl
Ferenc Mádl GColIH (Bánd, 29 de janeiro de 1931 - Budapeste, 29 de maio de 2011) foi um político húngaro, tendo sido presidente da República entre 6 de junho de 2000 e 5 de agosto de 2005.
Era licenciado em Direito pela Universidade de Pécs e pela Universidade de Eötvös Lóránt e depois pela Universidade de Estrasburgo (Direito comparado).
Faz parte da Academia de Ciências de Hungria desde 1993.
Foi também ministro para Ciências do governo de József Antall (1990 - 1993). Depois, ministro para Educação (1993 - 1994).
A 7 de Outubro de 2002 foi agraciado com o Grande-Colar da Ordem do Infante D. Henrique de Portugal.

## Publicações selecionadas
- A deliktuális felelősség a társadalom és a jog fejlődésének történetében (1964)
- Az Európai Gazdasági Közösség joga (1974)
- Összehasonlító nemzetközi magánjog (1978)
- The Law of Transactions (1982)
- A külgazdaság és a nemzetközi beruházások joga (1988)
- State and Economy in Transformation (1997)
- EU Integration Process – Enlargement and Institutional Reforms (1997)
- Magyar nemzetközi magánjog és a nemzetközi gazdasági kapcsolatok joga (with Lajos Vékás, 1985–2004, 8 edition)
- Az európai örökség útjain (1995).
- Állam és gazdaság – Forradalom a jog útján a közép- és kelet-európai országokban (1997)
- Quo vadis, Európa? (2004)